# Canaryfly
Canaryfly, S.L. est une compagnie aérienne espagnole basée à Gran Canaria. La compagnie a été fondée en 2010 par d'anciens employés de Top Fly à la suite de sa dissolution et exploite un réseau similaire à celle-ci.

## Histoire

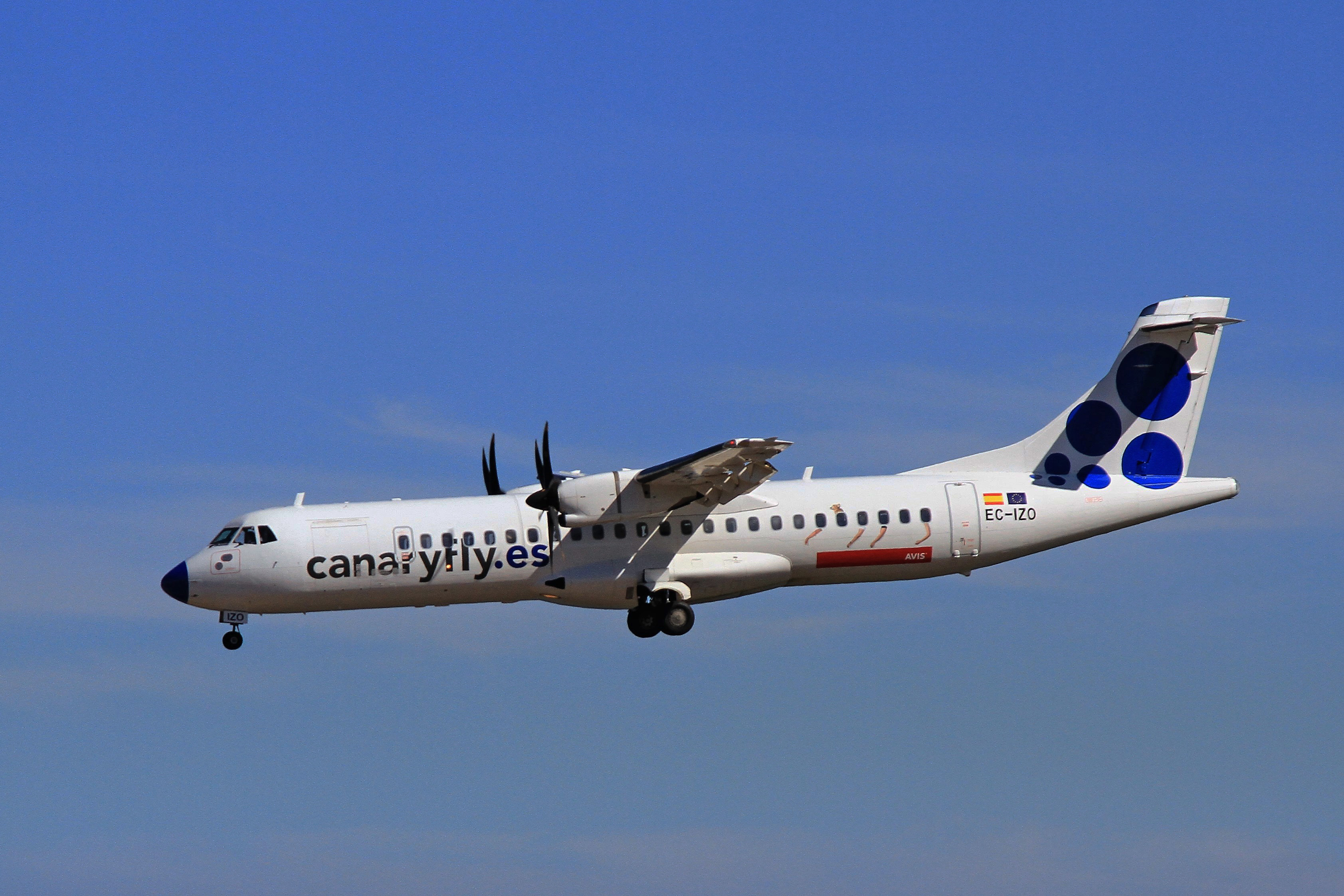
ATR72 de Canaryfly (EC-IZO)

## Destinations
(en juillet 2013)
 Espagne
- Arrecife
- Fuerteventura
- Gran Canaria
- Tenerife
- La Palma